# Hněvkov (Zábřeh)
Hněvkov je součástí obce Zábřeh v okrese Šumperk.

## Kulturní památky
V katastru obce jsou evidovány tyto kulturní památky:
- Kříž - kamenická práce z roku 1769